# 彼得拉·瓦拉卡利奥
彼得拉·瓦拉卡利奥（芬蘭語：Petra Vaarakallio，1975年6月17日—），芬兰女子冰球运动员。她曾代表芬兰参加1998年和2002年冬季奥林匹克运动会冰球比赛，其中1998年奥运会获得一枚铜牌。